# Jüdischer Friedhof (Józefów)

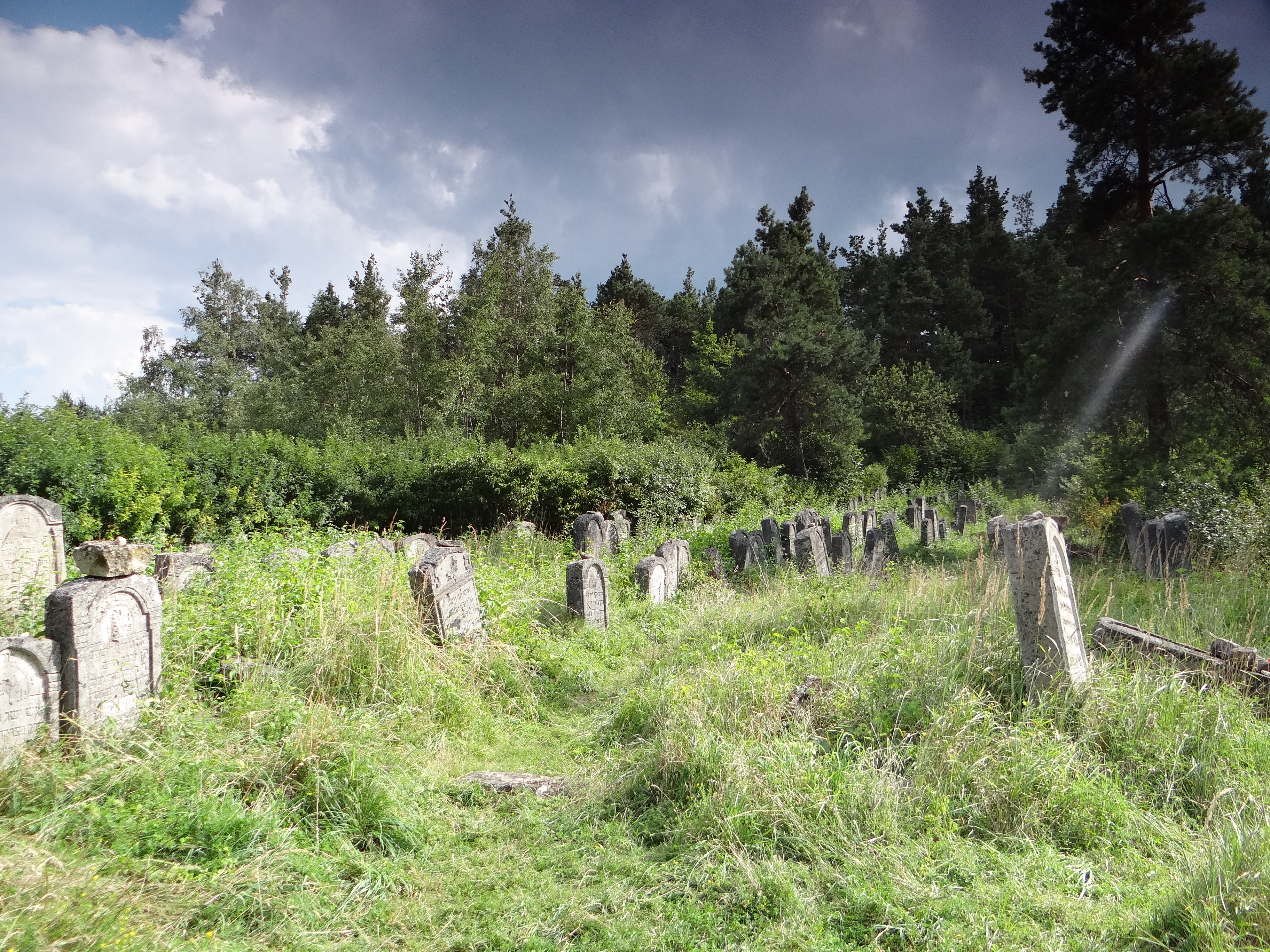
Jüdischer Friedhof in Józefów

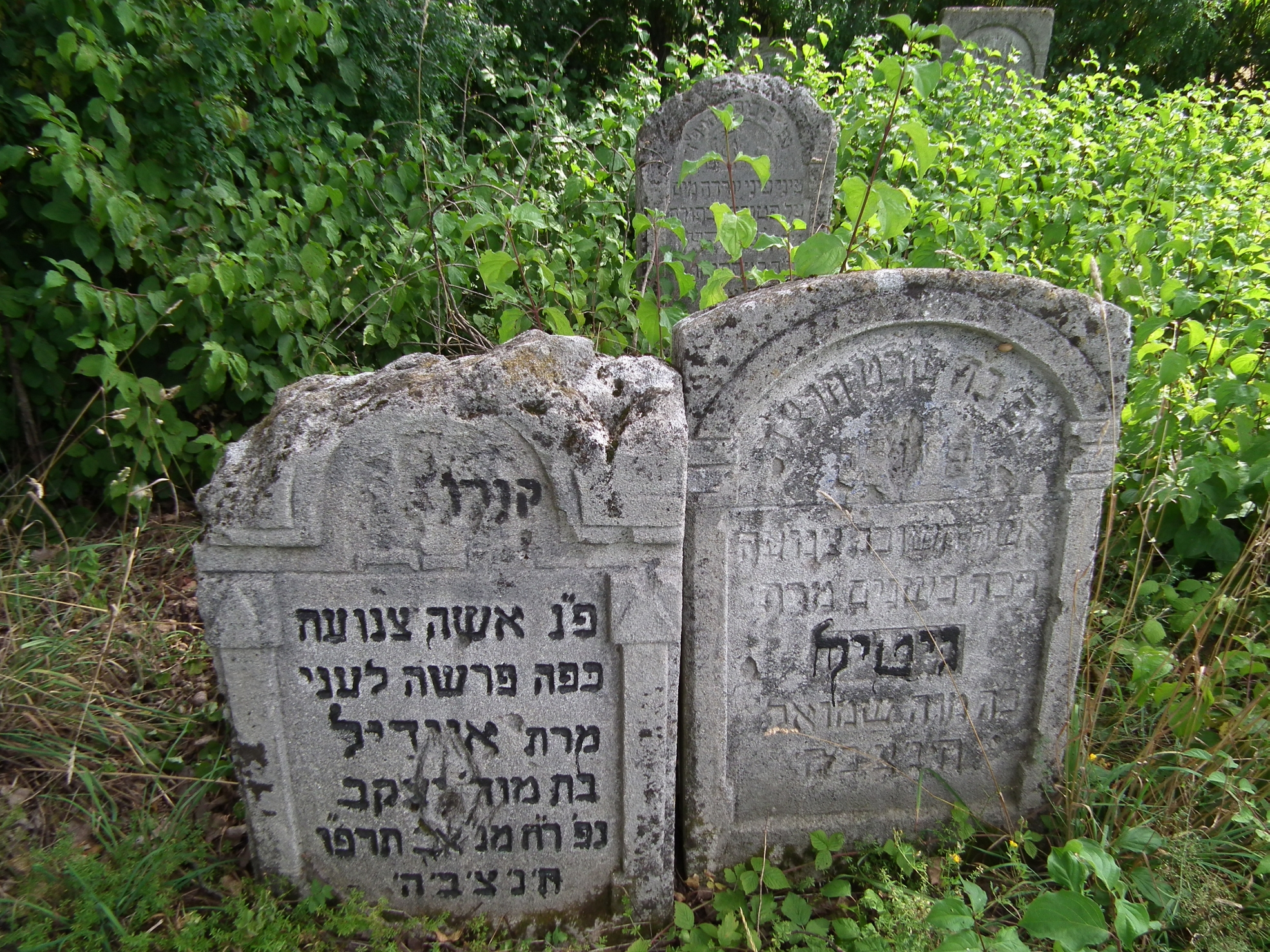
Grabsteine

Der Jüdische Friedhof in Józefów, einer polnischen Stadt in der Woiwodschaft Lublin, wurde 1768 angelegt. Der jüdische Friedhof in der Nähe der Ogrodowa-Straße ist seit 1969 ein geschütztes Kulturdenkmal. 
Der Friedhof wurde von den deutschen Besatzern im Zweiten Weltkrieg verwüstet.
Auf dem circa ein Hektar großen Friedhof sind heute noch etwa 380 Grabsteine erhalten. Die letzte Bestattung erfolgte im Jahr 1943.